# Can Tanyol
Can Tanyol (* 7. August 1991 in Hamburg) ist ein deutscher Filmregisseur, Drehbuchautor und Produzent. Seine Filme wurden auf internationalen Festivals gezeigt, darunter beim EnergaCamerimage in Polen und beim Filmfest München. Bei den Internationalen Hofer Filmtagen wurde er mit dem Jurypreis ausgezeichnet.

## Leben und Wirken
Can Tanyol studierte Romanistik und Musik an der Universität Hamburg sowie an der Middlesex University in London. Von 2017 bis 2023 absolvierte er ein Regiestudium an der Filmuniversität Babelsberg Konrad Wolf, unter anderem bei Andreas Kleinert, Angelina Maccarone, Barbara Albert und Volker Schlöndorff. Während seines Studiums arbeitete er als Assistent von Fatih Akin bei dessen Film Der goldene Handschuh (2019). Seine filmischen Arbeiten beschäftigen sich mit Themen wie kultureller Zugehörigkeit, sozialem Zusammenhalt und der europäischen Einwanderungsgesellschaft. In einem Fernsehinterview mit der ARD betonte er sein Ziel, „Brücken zwischen verschiedenen kulturellen Welten zu schlagen.“
Zu seinen Werken zählen der Film Der Geschmack des Lebens (2016), der die Geschichte eines aus der Türkei geflüchteten Mannes erzählt, der in die Hände einer Schleuserbande gerät und der Film Su Gibi – Wie Wasser (2020), der den Zwiespalt einer jungen muslimischen Frau zwischen ihrem eigenen Leben und der Sorge um ihren in Altersarmut lebenden Vater thematisiert. Die Tragikomödie Pengsionisten (2021) schildert die Auswirkungen der Pandemie und Verschwörungstheorien auf ein Rentnerpaar auf einem Kreuzfahrtschiff. Verrücktes Blut (2023) ist eine Vater-Sohn-Geschichte über familiäre Erwartungen und Männlichkeitsbilder.
Seine Filme wurden unter anderem auf Festivals wie Camerimage, Filmfest München, der Kurzfilmwoche Regensburg, dem Kurzfilmfestival Berlin (Interfilm), dem Sehsüchte-Festival und den Internationalen Hofer Filmtagen präsentiert. Für Verrücktes Blut erhielt er bei den Hofer Filmtagen 2023 den Jury-Kurzfilmpreis und war für den Publikumspreis nominiert.
Neben seiner filmischen Tätigkeit engagiert sich Tanyol filmpolitisch. Er diskutierte bei der Berlinale 2024 mit Kulturstaatsministerin Claudia Roth über das Filmförderungsgesetz und Diversität im Film. Beim Interfilm Festival 2023 sprach Tanyol im Rahmen eines Panels über BIPOC-Perspektiven im Festivalbetrieb, bei der re:publica 2024 war er Teil des Panels „Diversity Reloaded“. Zudem nahm er am 2. Forum Talentfilm Deutschland (2025) teil, einer Initiative des Kuratoriums junger deutscher Film, dem Max Ophüls Preis und PROG – Producers of Germany. Gemeinsam mit Maissa Lihedheb, Miriam Suad Bühler und Zamarin Wahdat gründete Tanyol das Swana Film Collective – ein Netzwerk postmigrantischer Filmschaffender aus dem sogenannten Orient, das sich religionsübergreifend für Sichtbarkeit, Vielfalt und diskriminierungskritische Perspektiven in der europäischen Filmbranche einsetzt. Tanyol war außerdem Mitglied der Jury des Sehsüchte-Festivals 2023.

## Filmografie
- 2016: Der Geschmack des Lebens (Regie, Drehbuch, Koproduktion)
- 2019: The Purple (Regie, Drehbuch)
- 2020: Su Gibi – Wie Wasser (Regie, Drehbuch)
- 2021: Pengsionisten (Regie, Drehbuch, Koproduktion)
- 2022: Cardamone – La Fleur (Musikvideo, Regie, Konzept)
- 2023: Verrücktes Blut (Regie, Drehbuch)